# Exile Vilify
 "Exile Vilify" é uma música da banda de rock indie The National, escrita para o videogame Portal 2 e lançada como single.

## Histórico
A letra foi composta pelo grupo e revisada pela Valve, a empresa que criou o jogo, para garantir que se encaixe no tom de um dos esconderijos de Rattmann, onde ela aparece no jogo. The National havia expressado à Bug Music, sua editora, um interesse em fazer música para a Valve, no qual a editora encaminhou à Valve para discutir outras oportunidades musicais para o jogo. A Valve e a Bug Music identificaram que o The National se encaixaria bem no Portal 2, pois sua "música bruta e emotiva evoca as mesmas reações viscerais de seus ouvintes que o Portal faz para seus jogadores", de acordo com a porta-voz da Bug Music, Julia Betley.

## Recepção
Paste descreveu a música como uma "balada assombrada, liderada por piano", semelhante à música  "Think You Can Wait" da banda, usada no filme Win Win. Exclam! descreveu a música como uma "balada sombria que coloca o canto melancólico de Matt Berninger no topo de acordes sombrios de piano, orquestrais luxuriantes e uma percussão sutil".
"Exile Vilify" (juntamente com a música de Portal 2 "Want You Gone") foi nomeada para "Melhor Canção em um Jogo" no Spike Video Game Awards de 2011.

## Videoclipe
Após o lançamento do jogo, Valve e The National fizeram um concurso incentivando os usuários a criar seu próprio videoclipe para "Exile Vilify", oferecendo como prêmio mercadoria da Valve e um violão assinado por membros da banda. Dos 320 vídeos enviados, a Valve concedeu o primeiro prêmio a dois vídeos. Um vídeo apresentava uma fantoche de meia que "não tinha nada a ver com o Portal", mas "conseguiu capturar lindamente o espírito da música", enquanto o outro forneceu uma recontagem animada dos quadrinhos de Lab Rat.